# Seaford (Delaware)
|  | Dieser Artikel wurde aufgrund von inhaltlichen Mängeln auf der Qualitätssicherungsseite des Projektes USA eingetragen. Hilf mit, die Qualität dieses Artikels auf ein akzeptables Niveau zu bringen, und beteilige dich an der Diskussion! Eine nähere Beschreibung der zu behebenden Mängel fehlt. |

Seaford ist eine kleine Stadt im Sussex County im US-amerikanischen Bundesstaat Delaware. Das U.S. Census Bureau hat bei der Volkszählung 2020 eine Einwohnerzahl von 7.957 ermittelt.

## Geografie
Seaford liegt auf 38°38'41" nördlicher Breite und 75°36'58" westlicher Länge und erstreckt sich über 9,01 km², die ausschließlich aus Landfläche bestehen.
Durch Seaford fließt der Nanticoke River, der in die Chesapeake Bay mündet. Am westlichen Stadtrand von Seaford führt eine Brücke über den Fluss, der hier vom U.S. Highway 13 in Nord-Süd-Richtung gequert wird. Die Stadt liegt auf der Delmarva-Halbinsel.